# Sintetismo
Sintetismo tem origem na pintura de Paul Gauguin e busca a simplificação da forma através de superfícies planas de cor delimitadas por linhas em preto. É outra subcorrente do simbolismo. O sintetismo é chamado também de neotradicionalismo ou cloisonnismo (Alveolismo). O sintetismo e o cloisonnismo foram as origens da escola Pont-Aven. Anteriormente, o sintetismo estava conectado com o cloisonnismo e mais tarde com o simbolismo.

## Artistas sintetistas
- Paul Sérusier - Talisman (Bois d'amour) (1888)
- Paul Gauguin - Vision After The Sermon (1888), La Belle Angele (1889), The Loss of Innocence (1890)
- Émile Bernard - Buckwheat Harvest (1888)
- Cuno Amiet - Breton Spinner (1893)